# 서울송파초등학교
서울송파초등학교는 대한민국 서울특별시 송파구 송파동에 있는 공립 초등학교이다.

## 학교 연혁
- 1985년 10월 21일 서울송파초등학교 개교(설립인가 7월 10일) 경서울 송파 국민 학교
- 2010년 4월 1일 체육관 완공, 외부 도장공사
- 2010년 10월 27일 조합놀이시설 설치
- 2010년 11월 23일 도서실 리모델링 재개관
- 2011년 3월 4일 학습준비물실 설치
- 2013년 3월 4일 Wee클래스 설치
- 2013년 3월 11일 학교 안전망 구축 담장 공사 완료
- 2017년 4월 24일 후문 통학로 차양막 설치
- 2017년 5월 31일 학교 평생교육실(마실) 설치
- 2017년 10월 20일 교사동 화단 수목 정비 공사
- 2018년 6월 20일 장애인 엘리베이터 완공
- 2018년 8월 21일 방송실 현대화 공사 완료
- 2019년 2월 15일 제33회 졸업식(127명)
- 2020년 1월 31일 본관동 화장실 준공(꿈을 담은 화장실)
- 2020년 2월 11일 제34회 졸업식(117명)
- 2020년 2월 29일 병설유치원 준공
- 2020년 3월 24일 꿈을 담은 화장실 준공(본관 8개소)
- 2020년 9월 1일 제13대 이강미 교장 취임
- 2025년 10월 21일 개교 40주년

## 학교 상징
- 교화 - 목련(숭고한 사랑과 우아함) : 서로 사랑하고 협동하는 송파 어린이로서의 자긍심을 상징한다.
- 교목 - 소나무(굳은 의지와 인내심) : 끈기 있는 생명력과 한국인의 위대한 인간상을 상징한다.

## 참고 자료
- 서울송파초등학교 - 한국교육학술정보원 학교알리미